# 진화적 이론과 그 사실
많은 과학자들과 과학 철학자들은 진화를 그 이론과 사실(영어: evolution as fact and theory)로 설명했는데, 이 구절은 1981년 고생물학자인 스티븐 굴드의 기사 제목으로 사용되었다. 그는 과학에서 사실을 데이터로 설명하며, 절대적으로 확실하지는 않지만 "잠정적 동의를 보류하는 것이 왜곡될 정도로 확인된" 데이터라고 했다. 과학적 이론은 그러한 사실에 대한 잘 입증된 설명이다. 진화의 사실은 현재 과정에 대한 관찰 증거, 역사적 공통 혈통을 기록하는 유기체의 불완전성, 화석 기록의 전환에서 비롯된다. 진화론은 이러한 사실에 대한 잠정적인 설명을 제공한다.
각 단어 진화(evolution), 사실(fact), 이론(theory)은 다른 맥락에서 몇 가지 의미를 가지고 있다. 생물학에서 진화(evolution)는 연속적인 세대에 걸쳐 유기체에서 관찰된 변화, 공통 조상에서 유래한 변화, 기술적 수준에서 시간 경과에 따른 유전자 빈도의 변화를 의미한다. 또한 진화의 메커니즘을 설명하는 설명 이론(예: 다윈의 자연 선택 이론)을 참조할 수도 있다. 과학자에게 사실(fact)은 모두가 동의할 수 있는 반복 가능한 관찰을 설명할 수 있다. 그것은 커뮤니티의 누구도 동의하지 않는 매우 잘 확립된 것을 가리킬 수 있다. 또한 명제의 참 또는 거짓을 나타낼 수도 있다. 대중에게 이론(theory)은 의견이나 추측(예: "이론일 뿐")을 의미할 수 있지만 과학자들 사이에서는 "잘 입증된 설명"이라는 훨씬 더 강력한 의미를 내포한다. 이 차이점으로 사람들은 종종 서로 과거 이야기를 할 수 있으며 그 의미는 언어 분석의 주제가 된다.
진화에 대한 증거는 계속 축적되고 재확인된다. 과학 문헌에는 사실과 이론으로서의 진화에 대한 다양한 관점을 보여주는 진화 생물학자와 과학철학자의 진술이 포함된다.

## 진화, 사실, 이론
진화는 "사실과 이론"으로 설명되었다. "이론이 아니라 사실", "사실이 아니라 이론일 뿐", "사실이 아닌 여러 이론", "사실도 이론도 아니다." 등의 진술이 있기도 하다. 그러나 이러한 진술들 사이의 불일치는 실질적인 문제보다 단어의 의미와 더 관련이 있으며 이 논쟁은 아래에서 논의된다.

### 진화
생물학 교수 Jerry Coyne은 생물학적 진화를 다음과 같이 간결하게 요약한다.
Life on Earth evolved gradually beginning with one primitive species—perhaps a self-replicating molecule—that lived more than 3.5 billion years ago; it then branched out over time, throwing off many new and diverse species; and the mechanism for most (but not all) of evolutionary change is natural selection. 
이것은 동물학, 식물학, 유전학, 지질학, 고생물학 등의 과학 분야를 통합하여 문제의 폭과 범위를 보여준다.
그러나 진화의 핵심은 일반적으로 한 세대에서 다음 세대로 유기체 집단의 형질이나 유전자 빈도의 변화로 정의된다. 이것은 진화의 표준 유전적 정의라고 불려왔다. 자연 선택은 유기체가 역사적으로 변화하는 환경에 적응하는 방식을 설명하는 진화적 변화 이론의 여러 메커니즘 중 하나일 뿐이다. 유전의 원리는 다윈이 죽은 후인 1900년 완두콩의 단순 형질 변이의 유전에 관한 멘델의 연구에서 재발견되었다. 유전학, 돌연변이, 고생물학, 발달 생물학에 대한 후속 작업은 다윈의 원래 이론의 적용 가능성과 범위를 확장했다.
또한 Douglas J. Futuyma에 따르면 다음과 같은 내용을 확인할 수 있다.
Biological evolution may be slight or substantial; it embraces everything from slight changes in the proportion of different alleles within a population (such as those determining blood types) to the successive alterations that led from the earliest proto-organism to snails, bees, giraffes, and dandelions.
넓은 의미의 진화라는 단어는 항성 진화에서 언어의 변화에 이르는 변화의 과정을 의미한다. 생물학에서 의미는 더 구체적이다. 인구의 세대에 걸쳐 축적되는 유전 가능한 변화이다. 개별 유기체는 일생 동안 진화하지 않지만 유전되는 유전자의 변이는 유기체 집단에서 다소 흔해질 수 있다. 자손에게 유전되지 않은 유기체의 일생 동안의 모든 변화는 생물학적 진화의 일부가 아니다.
Keith Stewart Thomson에게 진화라는 단어는 적어도 세 가지 뚜렷한 의미를 가진다.
1. 시간 경과에 따른 변화 의 일반적인 감각 .
2. 모든 생명체는 공통 혈통의 과정에서 조상의 변형으로 후손되었다.
3. 진화론에 의해 조사되고 설명되는 이러한 변화 과정의 원인 또는 메커니즘.

Thomson은 다음과 같이 말한다. "시간이 지남에 따라 변화하는 것은 사실이며 공통 조상의 후손은 우리가 마치 사실인 것처럼 행동하는 난공불락의 논리에 기반을 두고 있다. 자연 선택은 이 모든 설명의 이론적 개요를 제공한다."
생물학자들은 현대 유기체가 과거의 형태와 다르다는 점에서 진화가 일어났으며, 유기체와 그 후손 사이에 뚜렷한 차이를 가지는 진화가 여전히 일어나고 있다는 것을 과학적 사실로 간주한다. 두 번째에 대한 강력한 양적 지원이 있기 때문에 과학자들은 공통조상을 태양계에서 지구가 태양을 공전한다는 이해만큼 사실적인 것으로 간주하지만, 이러한 과정의 기본 사항에 대한 조사는 아직 진행 중이다. 진화의 메커니즘에 대해서는 몇 가지 이론이 있으며, 특정 메커니즘에 대해서는 아직도 활발한 논쟁이 있다.
오늘날 생물학자들이 사용 하지 않는 진화 라는 단어에는 네 번째 의미가 있다. 1857년 철학자 허버트 스펜서는 그것을 "동종에서 이질로의 변화"로 정의했다. 그는 (다윈 이전에) 이것이 유기적 진화에 대해 "분쟁 없이 해결"되었다고 주장했으며 이를 항성계, 지질학 및 인간 사회의 진화에 적용했다. 1865년까지 스펜서(Spencer)조차도 자신의 정의가 불완전함을 인정했지만, 19세기 내내 이 이론은 사람들의 호응을 얻었고, 윌리엄 제임스와 다른 사람들의 비판으로 쇠퇴했다.

### 사실
"사실"은 종종 과학자들이 실험적, 경험적 데이터, 객관적으로 검증 가능한 관찰 등을 참조하는데 사용한다. "사실"은 또한 압도적인 증거가 있는 이론을 의미하는 넓은 의미로 사용된다.
A fact is a hypothesis that is so firmly supported by evidence that we assume it is true, and act as if it were true. — Douglas J. Futuyma
진화가 증거에 의해 압도적으로 입증되었다는 의미에서 그것은 사실이다. 지구가 태양 주위를 공전하는 것이 사실인 것처럼, 그것은 흔히 사실이라고 한다. 멀러의 글, "다윈주의가 없는 100년은 충분하다(One Hundred Years Without Darwinism Are Enough)"의 다음 인용문이 요점을 설명한다.
There is no sharp line between speculation, hypothesis, theory, principle, and fact, but only a difference along a sliding scale, in the degree of probability of the idea. When we say a thing is a fact, then, we only mean that its probability is an extremely high one: so high that we are not bothered by doubt about it and are ready to act accordingly. Now in this use of the term fact, the only proper one, evolution is a fact.
미국 국립과학원(National Academy of Sciences, US)도 비슷한 점을 지적한다.
Scientists most often use the word "fact" to describe an observation. But scientists can also use fact to mean something that has been tested or observed so many times that there is no longer a compelling reason to keep testing or looking for examples. The occurrence of evolution in this sense is a fact. Scientists no longer question whether descent with modification occurred because the evidence supporting the idea is so strong.
굴드는 또한 "다윈은 자신의 두 가지 위대하고 개별적인 업적, 즉 진화의 사실을 확립하고 진화의 메커니즘을 설명하기 위해 이론(자연 선택)을 제안하는 것 사이의 차이점을 지속적으로 강조했다."라고 지적한다. 이 두 가지 측면은 자주 혼동된다. 과학자들은 진화의 특정 사례에서 작동하는 특정 설명이나 메커니즘에 대해 계속해서 논쟁하고 있다. 그러나 진화가 일어났고, 지금도 일어나고 있다는 사실은 논쟁의 여지가 없다.
일반적인 오해는 진화는 모두 수백만 년 전에 일어났고 따라서 과학은 사실에 의존하지 않기 때문에 신뢰할 수 있게 관찰될 수 없다는 것이다(위의 초기 의미에서). 그러나 이론의 공동 창시자인 다윈과 월리스, 그리고 이후의 모든 생물학자들은 주로 살아있는 유기체의 관찰에 의존한다. 다윈은 주로 가축 사육에 집중한 반면 월리스는 아마존과 말레이 군도의 생물지리학적 분포에서 출발했다. 20세기 초에는 인구 유전학이 중심이 되었고 최근에는 DNA가 관찰과 실험의 주요 초점이 되었다.
과학 철학자들은 우리가 절대적으로 확실하게 마음과 무관한 경험적 진리를 알지 못한다고 주장한다. 직접적인 관찰조차도 "이론적"일 수 있으며 우리의 감각과 사용된 측정 도구에 대한 가정에 의존할 수 있다. 이러한 의미에서 모든 사실은 잠정적이다.

### 이론
"이론"이라는 단어의 과학적 정의는 구어체에서 사용되는 단어의 정의와 다르다. 구어체에서의  "이론"은 추측, 간단한 추측, 의견 또는 사실에 기반할 필요가 없으며 테스트 가능한 예측을 만들기 위해 틀을 만들 필요가 없는 추측을 나타낼 수 있다.
그러나 과학에서는 이론의 의미가 더 엄격하다. 과학 이론은 "사실, 법칙, 추론, 검증된 가설을 통합할 수 있는 자연 세계의 일부 측면에 대한 잘 입증된 설명"이다. 이론은 가설을 반증하거나 반증하려는 증거 테스트를 반복적으로 거친 가설에서 형성된다. 자연 선택을 통한 진화의 경우 다윈은 1839년경에 가설을 세웠고 3년 후인 1842년에 개념의 첫 번째 초안을 작성했다. 그는 많은 지적 동료들과 이 문제에 대해 폭넓게 논의했으며 그의 다른 저작물과 작업에 대한 배경 연구를 수행했다. 수년간의 개발 끝에 그는 마침내 1859년에 종의 기원이라는 그의 증거와 이론을 출판했다.
"진화론"은 실제로 생물학 연구 프로그램을 만든 이론의 네트워크이다. 예를 들어 다윈은 그의 원래 공식에서 다음과 같은 기계론적 설명을 포함하는 5개의 개별 이론을 제안했다.
1. 세대에 따라 변하는 인구
2. 점진적인 변화
3. 종분화
4. 자연 선택
5. 공통 조상[23]

다윈 이후로 진화론은 자연계에서 수많은 경험적 관찰을 설명하는 상호 연결된 진술의 잘 뒷받침되는 본체가 되었다. 진화론은 살아있는 유기체와 화석화된 유기체에 대한 검증 가능한 예측과 설명을 계속해서 만들어내고 있다.
계통발생은 진화론의 한 예이다. 그것은 유전자, 개체군 또는 종의 조상 후손 서열의 진화론적 전제에 기초한다. 진화하는 개인들은 역사적, 족보적 유대를 통해 서로 연결되어 있다. 계통수는 계통 발생 이론의 실천을 통해 추론된 가설이다. 그들은 서로 분화하고 발산할 수 있는 개인들 사이의 관계를 묘사한다. 종분화의 진화적 과정은 공통 조상과 모든 후손으로 연결된 그룹을 만든다. 종은 형질을 물려받은 다음 후손에게 전달된다. 진화 생물학자는 체계적인 방법을 사용하고 계통 발생 이론을 테스트하여 시간이 지남에 따라 종의 변화를 관찰하고 설명한다. 이러한 방법에는 수집, 측정, 관찰 및 진화 나무에 대한 특성 매핑이 포함된다. 계통 발생 이론은 진화의 역사 및 생물학과 관련하여 관찰된 패턴에 대한 설명을 제공하기 위해 형질과 다양한 형태의 독립적인 분포를 테스트하는데 사용된다. 분자 진화의 중립 이론은 자연 선택에 대한 테스트가 적용될 수 있는 null 모델로 진화를 연구하는데 사용된다.

## 문헌에서 이론과 사실로서의 진화
사실과 이론으로서의 진화에 대한 다양한 관점을 보여주는 진화 생물학자와 과학 철학자가 인용할 수 있는 특정 참고 자료는 다음과 같다.

### 사실로서의 진화
- 미국의 동물학자이자 고생물학자인 George Gaylord Simpson은 "다윈은... 마침내 그리고 확실히 진화를 사실로 확립했다."라고 말했다.[27]
- 헤르만 조셉 뮐러는 "진화에 대한 증거가 너무나 거대하고 파급적이며 일관성이 있어서 누구든지 지금 그것을 반증할 수 있다면 나는 우주의 질서에 대한 나의 개념이 흔들려서 나 자신의 존재조차 의심하게 될 것이다. 만약 당신이 좋아한다면, 나는 절대적인 의미에서 진화는 사실이 아니며, 오히려 당신이 이 말을 듣거나 읽는 것보다 더 이상 사실이 아니라는 것을 인정할 것이다."[17]
- Kenneth R. Miller는 "진화는 우리가 과학에서 알고 있는 것만큼이나 사실이다."라고 썼다.[28]
- Ernst Mayr는 "진화의 기본 이론은 매우 완벽하게 확인되어 대부분의 현대 생물학자들은 진화를 단순히 사실로 간주한다. 진화라는 단어 외에 어떻게 정확한 연대의 지질학적 지층에서 동물군과 식물군을 지정할 수 있까? 그리고 진화적 변화 또한 세대에 따라 유전자 풀의 내용이 변하기 때문에 단순한 사실이다." [29]

### 사실, 이론으로서의 진화
사실이라는 단어는 일반적으로 세대에 따라 유기체의 특성에서 관찰 가능한 변화를 나타내는데 사용되는 반면, 이론이라는 단어는 이러한 변화를 일으키는 메커니즘에 대해 사용된다.
- 1930년에 생물학자인 Julian Huxley는 화석 기록과 식물 및 동물 구조의 증거를 다룬 광범위한 시리즈인 The Science of Life의 세 번째 책에 The Incontrovertible Fact of Evolution이라는 제목을 붙였다. 그는 또한 "자연 선택은... 이론이 아니라 사실이다. 그러나 그것이...진화의 전체 광경을 설명하기에 충분할까?...거기에서 우리는 사변적 문제, 이론에 도달한다."그러나 그는 "다윈주의의 광범위한 입장은 본질적으로 변하지 않은 가장 엄격한 종류의 조사에서 다시 나타난다"고 결론지었다.[30] 1932년에 책의 일부가 Evolution, Fact and Theory 라는 제목으로 재발행되었다.
- 스티븐 제이 굴드(Stephen Jay Gould)는 "...진화는 이론이다. 그것은 또한 사실이다. 그리고 사실과 이론은 증가하는 확실성의 계층 구조의 가로대가 아니라 다른 것이다. 사실은 세계의 데이터이다. 이론은 설명하는 아이디어의 구조이다. 과학자들이 사실을 설명하기 위해 경쟁 이론을 토론할 때 사실은 사라지지 않다. 아인슈타인의 중력 이론이 뉴턴의 이론을 대체했지만 이 결과가 나올 때까지 사과가 공중에 매달려 있지 않았다. 그리고 인간은 원숭이와 같은 조상으로부터 진화했다. 그들이 다윈이 제안한 메커니즘에 의해 그렇게 했는지 아니면 아직 발견되지 않은 다른 메커니즘에 의해 그렇게 했는지의 여부 뿐이다."라고 했다.[31]
- 마찬가지로 생물학자인 Richard Lenski는 "과학적 이해를 위해서는 사실과 그 사실을 일관된 방식으로 설명할 수 있는 이론이 모두 필요하다. 이러한 맥락에서 진화는 사실이자 이론이다. 유기체가 지구 생명체의 역사 동안 변하거나 진화했다는 것은 논쟁의 여지가 없는 사실이다. 그리고 생물학자들은 주요 변화 패턴을 설명할 수 있는 메커니즘을 확인하고 조사했다."[32]
- 생물학자인 T. Ryan Gregory는 "생물학자들은 '진화론'을 거의 언급하지 않고, 대신에 단순히 '진화'(즉, 변형이 있는 혈통의 사실) 또는 '진화론'(즉, 점점 더 정교해지는 진화론)을 언급한다. 진화의 사실에 대한 설명). 진화가 적절한 과학적 의미의 이론이라는 것은 설명해야 할 진화의 사실과 그것을 설명하기 위해 잘 뒷받침되는 기계론적 틀이 모두 있다는 것을 의미한다."[33]

### 이론이 아닌 사실로서의 진화
세대에 따른 종의 변화와 어떤 경우에는 공통 조상에 초점을 맞춘 다른 논평가들은 뒷받침하는 증거의 중요성을 강조하기 위해, 진화는 사실이며 "이론"이라는 용어의 사용이 적절하지 않다고 주장했다.
- 르원틴은 "진화 과정을 공부하는 학생들, 특히 창조론자들에 의해 잘못 인용되고 사용된 학생들이 진화는 이론이 아니라 사실이라는 것을 분명히 말해야 할 때이다."라고 썼다.[34]
- Douglas J. Futuyma는 Evolutionary Biology (1998)에서 "유기체가 공통 조상으로부터 변형되어 내려왔다는 진술―진화의 역사적 현실―은 이론이 아니라, 지구 공전의 사실만큼 충분히 가능성 있다."고 했다.[6]
- Richard Dawkins는 "모든 실제 과학자들이 동의하는 한 가지는 진화 자체의 사실이다. 우리가 고릴라, 캥거루, 불가사리, 박테리아의 사촌이라는 것은 사실이다. 진화는 태양의 열기만큼이나 사실이다. 이론이 아니고 유감스럽게도 그렇게 부르면서 철학적으로 순진한 혼란은 그만 둡시다. 진화는 사실이다."[35]
- Neil Campbell은 1990년 생물학 교과서에서 "오늘날 거의 모든 생물학자들은 진화가 사실임을 인정한다. 생명이 어떻게 진화하는지 설명하려는 다양한 모델을 언급할 때를 제외하고는 이론이라는 용어는 더 이상 적절하지 않다... 생명이 어떻게 진화하는지에 대한 현재의 질문은 진화의 사실에 대한 어떤 불일치도 의미하지 않는다는 것을 이해해야 한다." [36]

### 사실이 아닌 이론의 집합체로서의 진화
로스앤젤레스 카운티 자연사 박물관의 큐레이터인 Kirk J. Fitzhugh는 진화 생물학이 창조론자들과 지지자들로부터 공격을 받고 있는 시기에 과학자들이 과학적 조사의 본질을 "주의 깊게 그리고 정확하게" 설명하기 위해 주의해야 한다고 썼다. Fitzhugh는 사실이 자연에 존재하는 상태인 반면 이론은 이러한 존재 상태를 인과 관계로 연결하려는 노력을 나타낸다.
"'Evolution' cannot be both a theory and a fact. Theories are concepts stating cause–effect relations. Regardless of one's certainty as to the utility of a theory to provide understanding, it would be epistemically incorrect to assert any theory as also being a fact, given that theories are not objects to be discerned by their state of being."
Fitzhugh는 "이론" 대 "사실" 논쟁이 의미론 중 하나임을 인식했다. 그럼에도 불구하고 그는 진화를 "사실"로 언급하는 것은 기술적으로 올바르지 않으며 우리의 이론과 가설에 대한 비판적 평가를 통해 지속적으로 인과 관계를 이해하는 것을 목표로 하는 "과학의 주요 목표"에서 멀어지게 한다고 주장한다. Fitzhugh는 진화의 "확실성"이 "진화론이나 가설을 사실 수준으로 끌어올리는 근거를 제공하지 않는다"고 결론지었다.
National Science Teachers Association에 기고한 William C. Robertson 박사 보관됨 2018-01-03 - 웨이백 머신는 다음과 같이 썼다. "나는 너무 많은 과학자들이 진화가 단지 이론일 뿐이라는 주장에 대한 반박으로 진화가 사실이라고 주장하는 것을 들었다. 진화는 사실이 아니다. 그렇게 주장하기보다는 과학자들이 진화가 이론이라는데 동의하고 이론이 무엇인지 설명하는 것이 더 나을 것이라고 생각한다. 일정 기간 동안 끊임없는 테스트와 종종 수정을 거쳐야 하는 일관된 설명이다."

## 관련 개념 및 용어
- 이론의 "증명(Proof)"은 과학에서 다른 의미를 갖다. 증명은 상징적 표현이 정확한 논증을 나타낼 수 있는 수학적 증명과 용어와 결과에 대한 정확한 정의가 있는 과학적 법칙과 같은 형식과학에 존재한다. Proof는 '시험하다'를 의미하는 라틴어 어근(probable, probable, probare L.)에서 파생되었기 때문에 다른 의미를 가진다.[40][41] 이러한 의미에서 증명은 신중하게 통제된 실험에서 사실(즉, 관찰된) 및 인과적 증거에 대한 공개적으로 검증 가능한 증명(테스트)을 통해 최상의 또는 가장 간결한 설명에 대한 추론이다. Stephen Jay Gould는 예를 들어 Darwin의 연구가 너무 많은 증거 조각의 조정을 지적했기 때문에 그의 이론 외에 다른 구성은 사실에 대한 생각할 수 있는 인과적 설명을 제공할 수 없다고 주장했다. 이러한 방식으로 자연 선택과 공통 조상이 입증되었다.[42] "고전적인 증거는 인공 선택을 통한 작물과 가축의 개량이다."[43] 선택 및 기타 진화론은 가격 방정식과 같은 다양한 수학적 증명으로도 표현된다. 그러나 과학 철학과 일관성을 유지하기 위해 이론의 발전은 가설의 반증을 통해서만 달성된다.[44]
- "모델(models)"은 기존 이론으로 구성된 과학적 또는 추론적 "도구 키트"의 일부이다. 모델 기반 과학은 이상화된 구조나 수학적 표현을 사용하여 복잡한 세상 시스템을 전략적으로 더 단순하게 표현한다. 모델은 조사 중인 대상 시스템에서 가상 관계의 관련 측면과 유사하도록 설계되었다.[45][46]
- "검증(validation)"은 적용 범위 내의 모델이 의도한 모델 적용과 일치하는 만족스러운 범위의 정확도를 가지고 있음을 입증하는 것이다.[47] 모델은 시뮬레이션 연구에 사용된다. 예를 들어, 진화 계통 발생학자는 시간이 지남에 따라 계통의 분기 과정과 같은 나무를 모델링하기 위해 시뮬레이션을 실행한다. 차례로 이것은 계통발생학 이론과 유전자, 종 또는 기타 진화 단위 간의 관계를 테스트하는데 사용되는 방법을 이해하는데 사용된다.[48]

## 같이 보기
- 생명의 기원
- 인식론
- 공통 조상의 증거
- 일반적인 오해 목록